# Centro Intercultural de Documentación
Das Centro Intercultural de Documentación (CIDOC, deutsch: „Interkulturelles Dokumentationszentrum“) war eine von Ivan Illich 1965 gegründete Bildungsstätte in Cuernavaca, Mexiko. Sie befand sich in der calle Rancho Tetela.

## Tätigkeit und Ausrichtung
Das CIDOC war ursprünglich zur Schulung von Entwicklungshelfern und Missionaren für Lateinamerika gedacht. Es beschäftigte zwischen 300 und 400 Personen (Studierende und Dozenten). Lehrinhalte waren unter anderem Spanisch sowie Geschichte und Probleme gesellschaftlicher Institutionen.
Das CIDOC wurde als „Zentrum für Subversion“ bezeichnet, da dort befreiungspädagogische Auffassungen Illichs wie die „Entschulung der Gesellschaft“ und Kritik an der „Herrschaft der Experten“ im Bildungswesen vertreten wurden. Auch Vertreter der Befreiungstheologie und -philosophie wie Enrique Dussel arbeiteten am CIDOC. Ein häufiger Gast war Paulo Freire.
Ivan Illich gab in einer Auflage von 200 bis 300 Stück die Publikationsreihen CIDOC Cuadernos, CIDOC Dossier und CIDOC Sondeos zu Fragen des sozialen Wandels in Lateinamerika heraus.
Nach zehn Jahren löste Illich die Einrichtung auf, weil er der Ansicht war, dass man die „Aura“ des Ortes nicht auf Dauer halten könne und Institutionen „verklumpen“.